# Sphenolobopsis pearsonii
Sphenolobopsis pearsonii là một loài rêu trong họ Anastrophyllaceae. Loài này được Spruce R.M. Schust. mô tả khoa học đầu tiên năm 1971.